# Tremalzo (průsmyk)
Průsmyk Tremalzo (italsky Passo di Tremalzo) je průsmyk v Autonomní provincii Trento v Itálii mezi městem Trento a Gardským jezerem.

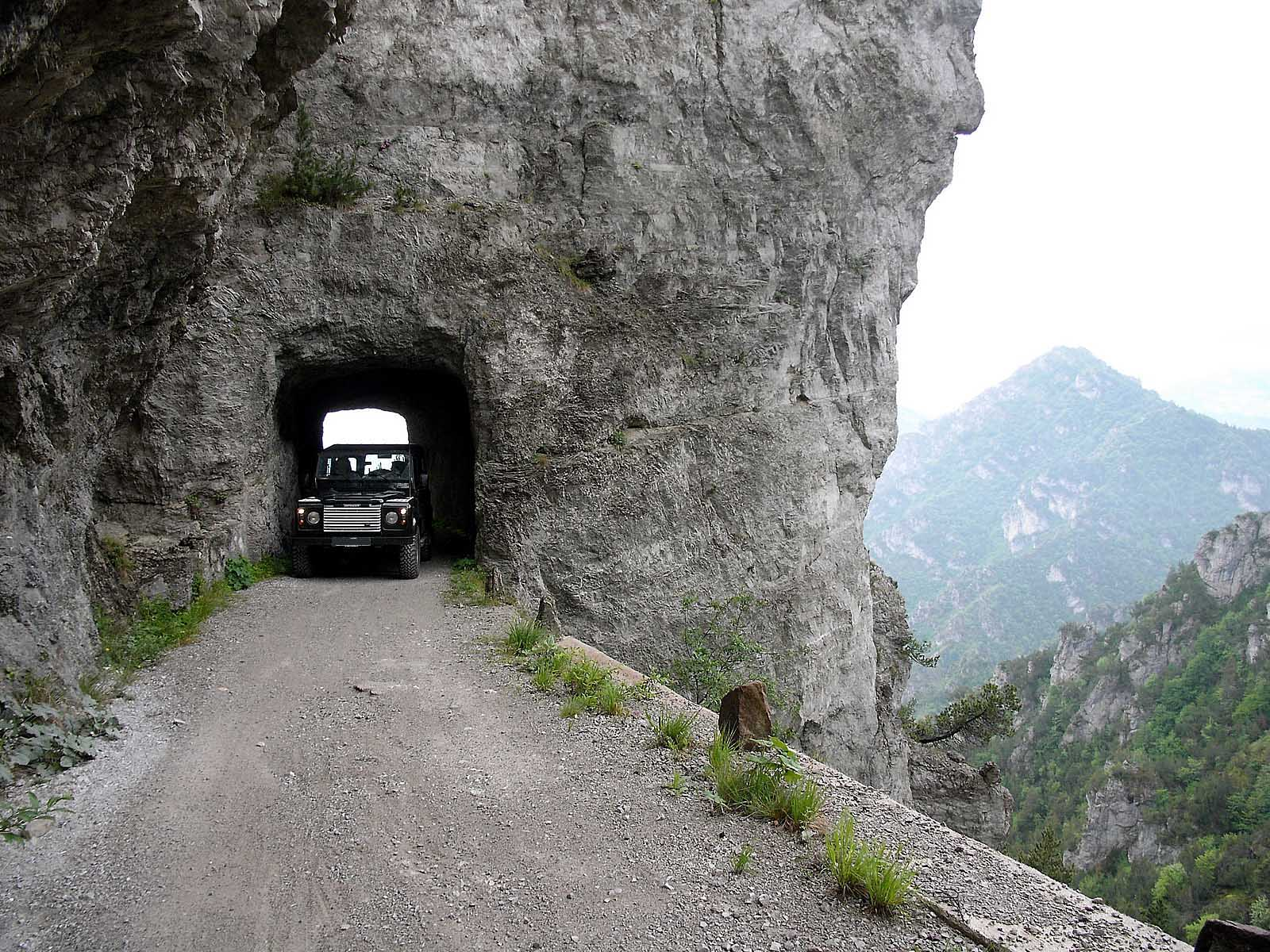
Tunel na jižním svahu

Horská silnice byla vybudována ze strategických důvodů za 1. světové války. Jižní svah je sjízdný pouze terénním vozidlem. Od září do května jsou třeba sněhové řetězy. Maximální stoupání činí 14%.